# Clair de lune sur le port de Boulogne
Le Clair de lune sur le port de Boulogne est un tableau réalisé par le peintre Édouard Manet en 1868, à l'occasion de l'un des séjours qu'il avait coutume d'effectuer en été à Boulogne-sur-Mer.

## Description
La toile dépeint le retour d’un bateau de pêche à la nuit tombée et l’attente des femmes de marins, sous la lumière laiteuse de la Lune. L’œuvre, tout à la fois pleine d’ombre et de lumière, est un remarquable hommage à la peinture de Rembrandt.
Une étude historique et astronomique a montré que ce tableau a été peint dans la nuit du 3 au 4 août 1868 vers minuit depuis une fenêtre de l'hôtel Folkestone, quai de Boulogne.